# Klampis Rejo
Klampis Rejo is een bestuurslaag in het regentschap Pasuruan van de provincie Oost-Java, Indonesië. Klampis Rejo telt 2233 inwoners (volkstelling 2010).